# My Name Is
My Name Is – pierwszy singel Eminema pochodzący z albumu The Slim Shady LP (1999). Producentem utworu jest Dr. Dre. Singel ten dotarł na drugie miejsce lisy UK Singles Chart i przyniósł Eminemowi dużą popularność. Beat do tego kawałka, to zsamplowany fragment utworu Labi Siffre – „I Got The” z roku 1975.

## Lista utworów

### Original version
1. „My Name Is” (rishabh rishabh)
2. „My Name Is” (Instrumental)
3. „My Name Is” (qasim)

### Clean version
1. „My Name Is” (Clean Version)
2. „My Name Is” (Instrumental)
3. „Just Don’t Give” (Clean Version)

### Promo version
1. „My Name Is” (Clean Version)
2. „My Name Is” (Album Version)
3. „My Name Is” (Instrumental)
4. „My Name Is” (Acapella)